# Ton de Leeuw
Œuvres principales
Quatuor à cordes no 1
Car nos vignes sont en fleurs
Antigone
Ton de Leeuw (16 novembre 1926 à Rotterdam - 31 mai 1996 à Neuilly-sur-Seine) est un compositeur néerlandais. 

## Biographie
Il étudie la composition avec Henk Badings et Louis Toebosch (de). En 1949, il commence à étudier à Paris sous la direction d'Olivier Messiaen (analyse) et de Thomas de Hartmann (en) (orchestration). Son intérêt pour la musique non occidentale lui fait également étudier l'ethnomusicologie à Amsterdam. 
Jusqu'en 1959, il exerce les fonctions de directeur musical à la Nederlandse Radio Unie (nl). De 1959 à 1987, il travaille au conservatoire d'Amsterdam, d'abord comme professeur de composition et, à partir de 1984, en tant que directeur artistique. Il est par ailleurs maître de conférences au département de musicologie de l'Université d'Amsterdam. 
En 1956, il obtient le prix Italia pour son « oratorio radiophonique » Job et, en 1958, le prix des Jeunesses Musicales pour son quatuor à cordes. Pour son travail de chœur Car nos vignes sont en fleurs, sur des textes du Cantique des Cantiques, il obtient, en 1982, le prix Matthijs-Vermeulen (en). Ses Three Shakespeare songs lui valent également ce prix, à titre posthume, en 1997.
Il meurt à Paris, le 31 mai 1996. 
Ses élèves sont Julia Gomelskaïs, Chiel Meijering, Jos Kunst (nl) et Tristan Keuris (nl) et Daan Manneke (nl), à qui il transmit sa connaissance de Messiaen.

## Œuvres théoriques
- Experimentele Muziek, une série de conférences, prononcées au cours de la saison 1957-1958, pour l'AVRO microphone. Algemeene Vereeniging Radio Omroep (sans date), avec les figures, les photos et (sous forme des dépliants) des exemples de musique.
- Muziek van de twintigste eeuw (Musique du XXe siècle). Une enquête sur ses éléments et sa structure. Avec 111 exemples de musique et 7 figures. Utrecht, A. Oosthoek's Uitgeversmaatschappij 1964. 2e édition, 1991. 200 p.
- Die Sprache der Musik im 20. Jahrhundert: Entwicklung, Strukturen, Tendenzen. Stuttgart, 1995.
- Music of the Twentieth Century: A Study of Its Elements and Structure. Amsterdam, University Press, 2005.

## Œuvres
- Treurmuziek in memoriam Willem Pijper, 1948
- Study, œuvre électroacoustique, 1957
- Drie Afrikaanse etudes (Trois études africaines) (1954), pour piano
- Mouvements rétrogrades, 1960 (UA 1960, Orchestre royal du Concertgebouw sous la direction de George Szell)
- Men go their ways pour piano solo, 1964 (UA 1964, Ivo Janssen (nl))
- Spatial Music I, 1958–66 (UA Orchestre de chambre de la radio des Pays-Bas sous la direction de  Paul Hupperts)
- Mo-Do pour clavecin, 1974 (UA Vivienne Spiteri)
- Car nos vignes sont en fleur, 1981
- Interlude pour guitare, 1984 (UA Wim Hoogewerf)
- Chimères, 1984
- Résonances, 1985
- Les Adieux (1988), pour piano
- Trio, 1990
- Danses sacrées, concert pour piano, 1990
- Antigone, Opéra, 1990–1991